# Parque de Santa Teresa (Jerez de la Frontera)
El parque de Santa Teresa es un parque situado en Jerez de la Frontera (Andalucía, España).

## Remodelación
El parque fue remodelado en 2016 con un coste de 225.540 euros, de los cuales el Grupo Desarrollo Rural aportó más del 50%

## Contenidos

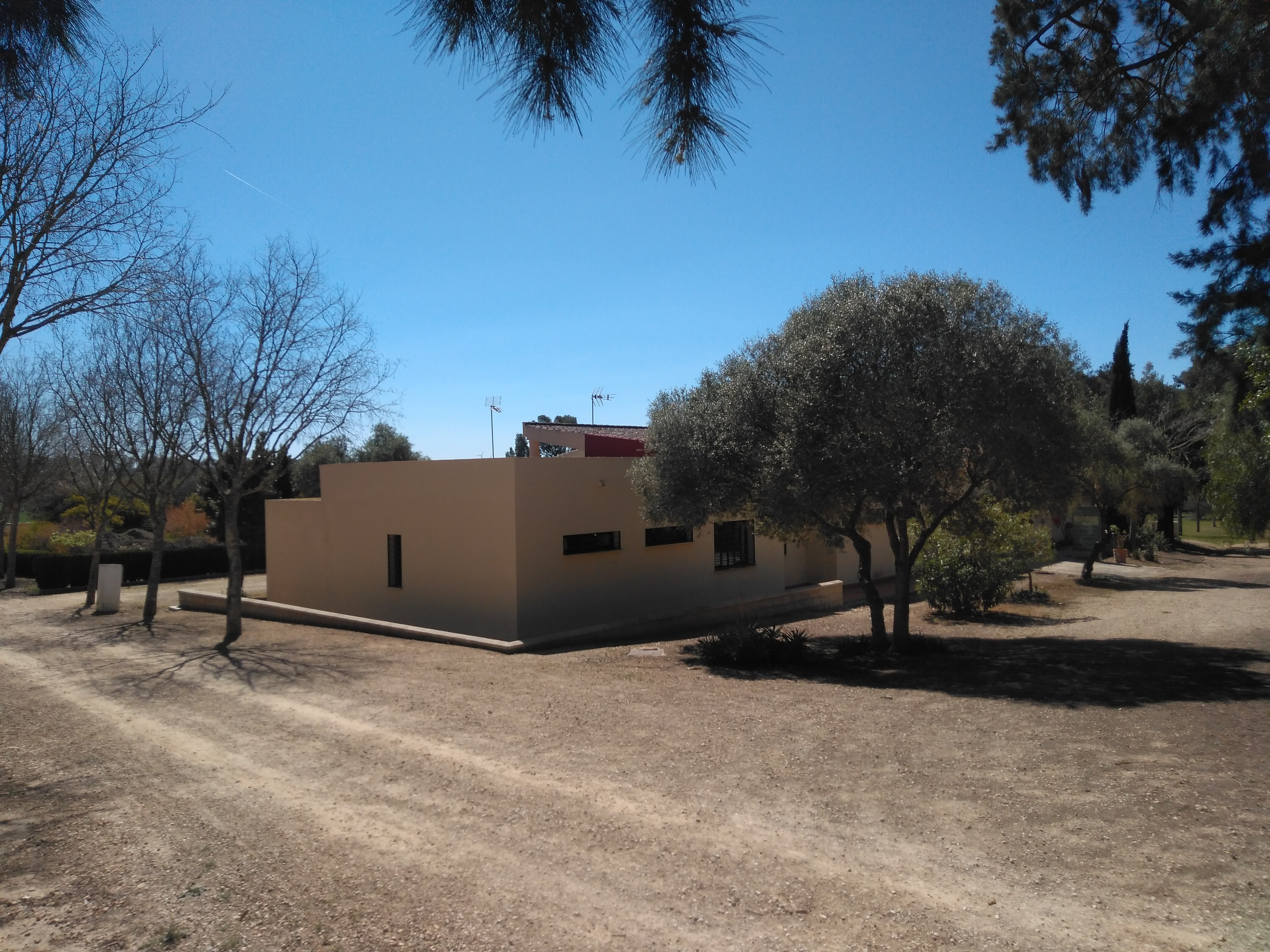
Centro de interpretación del Bajo Guadalete, dentro del parque

## Explotación
En 2019 se firma un acuerdo para que los scouts católicos sean responsable del cuidado y explotación del parque.